# Quasi-Park Narodowy Aichi Kōgen
Quasi-Park Narodowy Aichi Kōgen (jap. 愛知高原国定公園 Aichi Kōgen Kokutei Kōen) – quasi-park narodowy w regionie Chūbu, na Honsiu, w Japonii. 
Park obejmuje tereny usytuowane w prefekturze Aichi, o obszarze 217,05 km².  
W granicach parku znajduje się góra Sanage, góra Iimori, rzeka Tomoe oraz tama Yahagi.
Park jest klasyfikowany jako chroniący obszar dzikiej natury (kategoria Ib) według Międzynarodowej Unii Ochrony Przyrody
Obszar ten został wyznaczony jako quasi-park narodowy 28 grudnia 1970 roku. Podobnie jak wszystkie quasi-parki narodowe w Japonii, jest zarządzany przez samorząd lokalny prefektury.